# 松田大志郎
松田 大志郎（まつだ たいしろう、1987年12月5日 - ）は、福岡県出身の競艇選手。登録番号4544。身長157cm。血液型A型。104期。福岡支部所属。同期に岡村慶太、浜田亜理沙、竹井奈美、中田竜太らがいる。

## 来歴
- 競艇選手になる前は調理師を目指しており、辻調理師専門学校卒業の変わり種選手でもある。
- やまと競艇学校時代、リーグ戦勝率4.89（準優出2　優出以上なし）の成績を残した。
- 2009年5月20日、若松競艇場でデビュー（5着）。
- 2009年6月20日、芦屋競艇場での「日本トーター杯争奪戦」2日目1Rで初勝利（10走目）。
- 2012年4月23日、芦屋競艇場での「G3新鋭リーグ第7戦 フェニックスカップ」で初優出（5着）[1]。
- そして2014年5月10日、芦屋競艇場で開催された日本財団会長杯争奪戦の優勝戦において、1号艇でインからコンマ09のトップスタートから一気に逃げ切り、11回目の優出で初優勝を飾っている。
- 2016年9月25日、常滑競艇場で開催されたプレミアムGI第3回ヤングダービーで予選トップからの優勝戦、1号艇から逃げを決めて、初のGIを獲得（GII以上を記念とするならば、2014年浜名湖MB大賞が初優出。そして2016はGI初優出となる第62回九州地区選手権、芦屋63周年、大村64周年に続く4回目の優出であった）。